# Andrew Litton
Andrew Litton (New York, 16 maggio 1959) è un direttore d'orchestra statunitense.

## Biografia
Litton si è diplomato presso la Scuola Fieldston e detiene entrambi i titoli di specializzazione e master in musica alla Juilliard. Tra i suoi primi insegnanti c'era John DeMaio. Litton è stato un partecipante al programma Affiliate Artists Exxon-Arts Endowment Conductors. Nel 2003 fu premiato con la medaglia Sanford dell'Università Yale.
Litton iniziò la sua carriera di direttore d'orchestra con la Bournemouth Symphony Orchestra, dove lavorò come direttore principale dal 1988 al 1994 ed è ora il suo conduttore laureato. Ha lavorato per dodici stagioni come responsabile musicale della Orchestra sinfonica di Dallas dal 1994 al 2006, dopo di che fu nominato Direttore Musicale Emerito. Dal 2003 è direttore artistico dei concerti Sommerfest della Minnesota Orchestra e nel giugno 2008 il suo contratto in questo incarico è stato esteso fino al 2011. È stato direttore musicale e direttore principale della Orchestra Filarmonica di Bergen in Norvegia dal 2003. Nel giugno 2008, il suo contratto con la Filarmonica di Bergen fu esteso fino alla stagione 2010-2011. Il 14 agosto 2010 ha diretto la Royal Philharmonic Orchestra eseguendo la Passacaglia e tema fugato in Do minore (BWV 582) nell'orchestrazione di Ottorino Respighi, nell'ambito degli annuali BBC Proms.
Nel marzo 2011, il suo contratto con la Bergen è stato ulteriormente esteso fino al 2015. È in programma di concludere il suo mandato con la Bergen nel 2015 e di prendere il titolo di direttore laureato dell'orchestra. Nel giugno del 2012, Litton ha accettato il posto di consulente artistico della Colorado Symphony Orchestra fino alla stagione 2014-2015 iniziando il 1º settembre 2012. Nel mese di agosto 2013, la Colorado Symphony Orchestra ha elevato il titolo di Litton a direttore musicale, con effetto immediato. Nel dicembre 2014, il New York City Ballet ha nominato Litton suo prossimo direttore musicale, a valere dal settembre 2015. Nel settembre del 2015, la Colorado Symphony Orchestra annunciò che Litton doveva lasciare il suo posto come direttore musicale dell'orchestra dopo la stagione 2015-2016, per diventare consigliere artistico dell'orchestra e conduttore ospite principale fino alla stagione 2017-2018.

## Registrazioni
Le registrazioni di Litton comprendono Belshazzar's Feast di William Turner Walton con Bryn Terfel e la Bournemouth Symphony Orchestra vincitrice di un Grammy Award, una serie di concerti di pianoforte di Rachmaninoff con pianista Stephen Hough, una registrazione live di Sweeney Todd, eseguita con la New York Philharmonic, che ha ricevuto una nomination ai Grammy. Altre registrazioni: un set di dischi per il Decca Walton Centennial, le Sinfonie di complete Tchaikovsky con la Bournemouth Symphony, le Sinfonie complete di Rachmaninoff con la Royal Philharmonic Orchestra, Romeo e Giulietta di Sergei Prokofiev con l'Orchestra Filarmonica di Bergen e molte registrazioni di Gershwin, sia come direttore che come pianista, con la Dallas Symphony, la Bournemouth Symphony, e la Royal Philharmonic.